# Tabanus sinicus
Tabanus sinicus är en tvåvingeart som beskrevs av Walker 1848. Tabanus sinicus ingår i släktet Tabanus och familjen bromsar. Inga underarter finns listade i Catalogue of Life.